# 泉大津ミニパーキングエリア
泉大津ミニパーキングエリア（いずみおおつミニパーキングエリア）は、かつて大阪府泉大津市にあった阪神高速道路4号湾岸線のミニパーキングエリア。泉佐野方面のみ利用可能であった。
湾岸線開通当初は近隣にパーキングエリアがなかったため、わずかな敷地で最小限度の設備を有したミニパーキングエリアの設置により休憩場所を確保した。泉大津本線料金所に併設する形で暫定的に設置されていたが、泉大津PAの完成に伴い1996年に廃止された。

## 道路
- 阪神高速4号湾岸線

## 施設

### 下り線（泉佐野方面）
- 駐車場
- トイレ
  - 身障者用有
- 公衆電話

## 隣
ミニPA廃止時点
阪神高速4号湾岸線
(4-13,4-14) 泉大津出入口 - 泉大津TB/ミニPA（南行のみ） - (4-15,4-16) 岸和田北出入口